# امیلی شیرمن
امیلی شیرمن (انگلیسی: Emily Shearman؛ زادهٔ ۲۳ فوریهٔ ۱۹۹۹) دوچرخه‌سوار پیست زن اهل نیوزیلند است.
وی در مسابقات کشوری و بین‌المللی در مجموع برندهٔ ۵ مدال نقره شده است.